# آیگریم علیمکولووا
آیگریم علیمکولووا (قزاقی: Әйгерім Әлімқұлова؛ زادهٔ ۳ سپتامبر ۱۹۹۰) بازیکن فوتبال اهل قزاقستان است.
وی همچنین در تیم ملی فوتبال زنان قزاقستان بازی کرده‌است.